# It’s Alright (версия Pet Shop Boys)
«It’s Alright» (с англ. — «Всё хорошо») — песня группы Sterling Void. В 1988 году британская поп-группа Pet Shop Boys сделала кавер-версию этой композиции, которая вышла синглом в 1989 году и достигла пятого места в британском чарте.

## Обзор
В тексте песни идут рассуждения на политические события того времени («Dictation enforced in Afghanistan, revolution in South Africa making a stand…»). Но если музыка «будет звучать вечно» («'cause the music plays forever…»), то всё «будет хорошо» («it’s gonna be alright…»).

### Бисайды
«It’s Alright» стал вторым синглом Pet Shop Boys, к которому шло два бисайда. Песня «One of the Crowd» исполнена Крисом Лоу — его голос был пропущен через вокодер. Композиция «Your Funny Uncle» повествует о похоронах друга Тенаннта Криса Доуэла; отрывок «No more pain, no tears… these former things have passed away» — прямая цитата из Библии (Апокалипсис, гл.21, стих 4).

## Список композиций

### 7" Parlophone / R 6220 (UK)
1. «It’s Alright» (4:18)
2. «One of the Crowd» (3:54)
3. «Your Funny Uncle» (2:16)

### 10" Parlophone / 10 R 6220 (UK)
1. «It’s Alright» (Alternative Mix) (4:46)
2. «It’s Alright» (Extended Dance Mix) (10:34)

### 12" Parlophone / 12 R 6220 (UK)
1. «It’s Alright» (Extended Disco Mix) (8:47)
2. «One of the Crowd» (3:54)
3. «Your Funny Uncle» (2:16)

### 12" Parlophone / 12 RX 6220 (UK)
1. «It’s Alright» (Tyree Mix) (8:55)
2. «It’s Alright» (Sterling Void Mix) (5:34)

### CD Parlophone / CD R 6220 (UK)
1. «It’s Alright» (4:18)
2. «One of the Crowd» (3:54)
3. «Your Funny Uncle» (2:16)
4. «It’s Alright» (Extended Disco Mix) (8:47)

## Высшие позиции в чартах
| Страна, чарт   | Высшая позиция |
| -------------- | -------------- |
| Германия       | 3              |
| Великобритания | 5              |
| Нидерланды     | 9              |
| Швейцария      | 15             |
| Италия         | 19             |